# غاوتشي عازف التشلو
غاوتشي عازف التشلو (باليابانية: セロ弾きのゴーシュ، بالروماجي: Sero Hiki no Gōshu) (بالإنجليزية: Gauche the Cellist)‏ هو فيلم أنمي ياباني من إخراج وتأليف إيساو تاكاهاتا، ومن إنتاج استوديو أوه! برودكشن. مقتبس من رواية غاوتشي عازف التشلو [الإنجليزية]. عرض الفيلم في 23 يناير عام 1982.

## القصة
تدور أحداث القصة عن غاوتشي الذي يعيش في منزل صغير على مشارف المدينة ويعمل كعازف تشيلو في الأوركسترا المحلية التي تتدرب على السمفونية السادسة لبيتهوفن. يخيب غاوتشي آمال الجميع فيقرر قائد الأوركسترا أبعاده تمامًا. خلال الليالي القليلة التالية، يتضايق غاوتشي من زيارات مجموعة متنوعة من الحيوانات مثل (قطة وطائر وكلب وراكون وفأر)، ولكل منها طلباته الموسيقية الخاصة. دون علم غاوتشي، ترشده هذه الحيوانات إلى تجاوز أخطائه ونقاط ضعفه كعازف تشيلو.

## الأداء الصوتي
غاوتشي
أداء صوتي: هيديكي ساساكي
القط
أداء صوتي: فيومي شيرايشي
الفأرة الأم
أداء صوتي: أكيكو تاكامورا
الفأر الصغير / فتاة صغيرو
أداء صوتي: كيكو يوكوزاوا
الوقواق كاكو
أداء صوتي: كانيتا كيموتسوكي
الراكون الصغير
أداء صوتي: كازوي تاكاهاشي

## وصلات خارجية
- غاوتشي عازف التشلو على موقع IMDb (الإنجليزية)
- غاوتشي عازف التشلو على موقع ألو سيني (الفرنسية)
- غاوتشي عازف التشلو على موقع فيلمافينيتي (الإسبانية)
- غاوتشي عازف التشلو على موقع قاعدة بيانات الفيلم (الإنجليزية)
- غاوتشي عازف التشلو على موقع ليتربوكسد (الإنجليزية)
- غاوتشي عازف التشلو على موقع كينوبويسك (الروسية)
- غاوتشي عازف التشلو على موقع ANN anime (الإنجليزية)